# Ленкаштри

Герб Ленкаштрів.

Ленка́штри (порт. Lencastre, МФА: [ɫẽ.ˈkaʃ.tɾɨ]) — португальський шляхетний рід. Походить від коїмбрського герцога Жорже де Ленкаштре, позашлюбного сина португальського короля Жуана ІІ від коханки Ани де Мендонси. Для відокремлення від інших інфантів йому дали прізвисько «Ланкастеський» (порт. de Lencastre), запозичене у його прапрабаби-королеви Філіппи Ланкастерської з англійського дому Ланкастерів. Головна лінія нащадків Жорже, починаючи з його сина Жуана, носили титул герцогів Авейрівських.

## Назва
- Аленка́стро (порт. Alencastro), або Аленка́штру (порт. Alencastro) — найстаріша форма родового імені, що вживається у «Лузіадах». В генеалогічних рукописах XVIII століття, що зберігаються в Національному архіві Португалії, зустрічається «Аленкастри Авейрівського дому» (порт. Alencastros da Caza de Aveiro).
- Ланкастери, або португальські Ланкастери — переклад португальського Lencastre.
- Ланка́стре (порт. Lancastre), або Ланка́штре (порт. Lancastre) — альтернативна форма.
- Ленка́стре (порт. Lencastre), або Ленка́штре (порт. Lencastre) — сучасна форма.

## Герб
Герб роду Ленкаштрів походить від герба Жорже, герцога Коїмбрського. Це срібний щит з 5 синіми щитками і червоною облямівкою із 8 золотими замками, перекреслений вузьким чорним лівобічним перев'язом бастарда. 
Вперше такий герб зафіксований у «Книзі старшого герольда» (1509). Щит увінчаний золотим коронованим шоломом і зеленим наметом, підбитим червінню. 
У гербовнику «Книга шляхти» (1541) подано схожий герб, який перекреслений навхрест двома чорними перев'язами бастарда. Щит увінчує золотий коронований шолом. У клейноді  золотий пелікан, що годує своєю червоною кров'ю золотих пташенят. Намет червоний, підбитий сріблом.

## Галерея

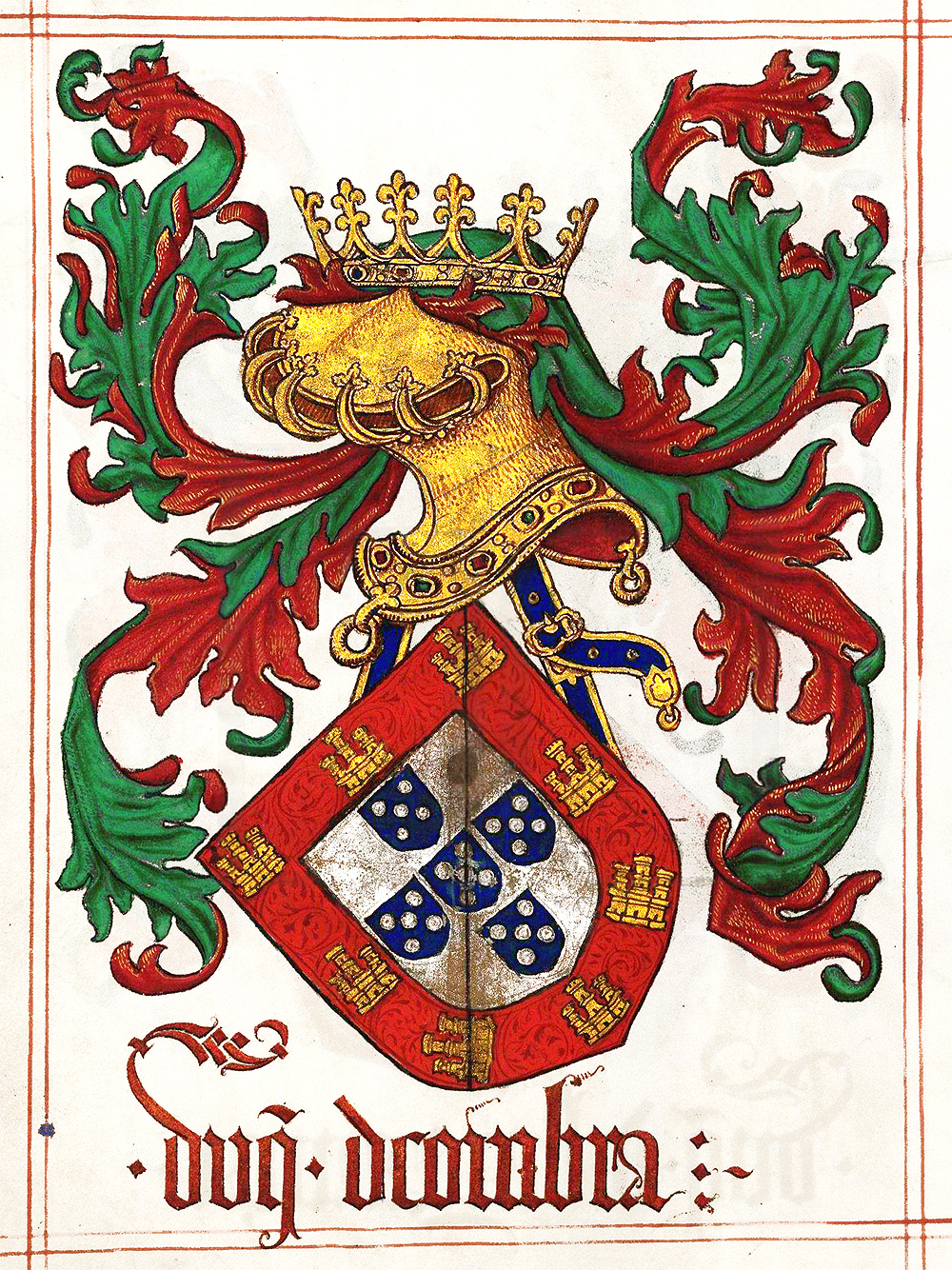
Герб Жорже, 1509

## Представники
- Жорже (1481—1550), герцог Коїмбрський, магістр Ордену святого Якова, адміністратор Авіського ордену (1495—1550)